# Aeschynanthus hartleyi
Aeschynanthus hartleyi är en tvåhjärtbladig växtart som beskrevs av Patrick James Blythe Woods. Aeschynanthus hartleyi ingår i släktet Aeschynanthus och familjen Gesneriaceae. Inga underarter finns listade i Catalogue of Life.